# Afrowatsonius
Afrowatsonius is een geslacht van vlinders van de familie spinneruilen (Erebidae), uit de onderfamilie Arctiinae.

## Soorten
- A. burgeoni (Talbot, 1928)
- A. fulvomarginalis (Wichgraf, 1921)
- A. marginalis (Walker, 1855)
- A. sudanicus (Rothschild, 1933)